# Аксиров, Муаед Алиевич
Муаед Алиевич Аксиров  (23 февраля 1931, с. Псыгансу, Урванский округ, Кабардино-Балкарская автономная область, РСФСР — 14 апреля 2016 года, Нальчик, Кабардино-Балкария, Российская Федерация) — советский, российский и кабардинский художник, председатель Союза художников Кабардино-Балкарской АССР (1981—1984), почетный член Российской академии художеств.

## Биография
В 1952 г. окончил Саратовское художественное училище. С 1967 г. — член Союза художников СССР.
В 1981—1984 гг. — председатель Союза художников Кабардино-Балкарской АССР.
Избирался делегатом съездов Союза художников СССР и РСФСР.
Первый профессиональный кабардинский художник-живописец
Участник республиканских, зональных, россий ских (с 1952 г.), зарубежных выставок (Сирия, Иордания, 1985). Персональная выставка прошла в Нальчике (1981).
Произведения хранятся в фондах художественных музеев Нальчика, Ставрополя, частных собраниях в России и за рубежом.

## Награды и звания
Почетный член Российской академии художеств. Заслуженный художник Кабардино-Балкарской АССР (1960).
Лауреат Государственной премии Кабардино-Балкарской Республики за вклад в области культуры и искусства (2001).